# Лоови
Ло́ови (абаз. Лау) — абазинський княжий рід.
Згідно з найрозповсюдженішою теорією, походить від абхазькой царської династії Аносідів. В його назві відображено слово «Леон» — ім'я декількох правителів Абхазького царства. Однородці абхазьких княжеських родів Ачба, Чаабалирхуа, Шат-Іпа та Чхотуа, грузинських — Мачабелі, Чхеідзе та Абхазі-Анчабадзе. За однією з версій, гілкою Лоових є абазинський княжеський рід Тамбукаєвих.
До XIV ст. володіли землями, переважно в Малій Абхазії. Найвідомішою та найбільшою була садиба в Лоо (нині село в Лазарівському районі Сочі Краснодарського краю). Після XIV ст. разом зі своїми селянами під тиском убихів переселились на північний схил Головного Кавказького хребта, сформувавши з декількома іншими княжими родами етнічну групу абазин — Тапанта, чи «шестиродні».
Тамга (загальна з абхазькими князями Ачба) — круг.

## Відомі представники
- Лоов Мухаммед Гірей
- Лоов Іналь Романович